# بيل أرمسترونغ (لاعب هوكي الجليد)
بيل أرمسترونغ هو لاعب هوكي الجليد كندي، ولد في 25 يونيو 1966 في لندن في كندا.

## وصلات خارجية
- بيل أرمسترونغ (لاعب هوكي الجليد) على موقع دوري الهوكي الوطني (الإنجليزية)
- بيل أرمسترونغ (لاعب هوكي الجليد) على موقع قاعة مشاهير الهوكي (لاعب أن.إتش.أل) (الإنجليزية)
- بيل أرمسترونغ (لاعب هوكي الجليد) على موقع EliteProspects.com (الإنجليزية)
- بيل أرمسترونغ (لاعب هوكي الجليد) على موقع HockeyDB.com (الإنجليزية)
- بيل أرمسترونغ (لاعب هوكي الجليد) على موقع Hockey-Reference.com (الإنجليزية)